# Alfa Corse
Alfa Corse – włoski zespół wyścigowy założony w 1938 roku jako oficjalny zespół fabryczny Alfa Romeo. Ekipa startowała początkowo w wyścigach Grand Prix, a w późniejszych latach głównie w wyścigach samochodów turystycznych. W 1961 roku działalność zespołu została zawieszona, a wyścigami Alfa Romeo zajęła się nowo powstała Autodelta.
W 1986 roku, po wykupieniu Alfa Romeo przez grupę Fiat, podjęto starania w celu reaktywacji Alfa Corse. Ekipa zadebiutowała w Mistrzostwach Świata Samochodów Sportowych, Italian Touring Car Competition, World Touring Car Championship, Deutsche Tourenwagen Masters, British Touring Car Championship oraz European Touring Car Championship.
W 2001 roku zespół połączył się z firmą Mauro Sipsza Nordauto Engineering, w wyniku czego powstała ekipa N.Technology.